# John Weijers
John Weijers (Haarlem, 21 augustus 1953) is een voormalig Nederlands voetballer. Hij stond als profspeler onder contract bij FC Amsterdam en Telstar.

## Loopbaan
Hij voetbalde in de junioren van TYBB (The Yellow Black Boys) in Haarlem. Na de overgang naar de senioren werd hij al snel aanvoerder van het eerste elftal van de vierdeklasser. 

### België
Hij werd in 1974 aangetrokken door AZ’67 waar hij een seizoen speelde in het tweede team (C-elftal). Daarna vertrok hij naar Sint-Niklase in België dat uitkwam in de Tweede klasse.
Door twee zware blessures (kuitbeen en later scheenbeen gebroken) kwam hij in België weinig aan spelen toe. 
Hij wilde na twee jaar terugkeren naar zijn oude club TYBB maar door overschrijvingsperikelen moest hij een jaar wachten. Daardoor stond hij in het seizoen 1977/78 langs de kant.

### Profvoetbal
Bij TYBB, dat opgeklommen was naar de derde klasse, pakte hij in 1978 zijn loopbaan weer op. Na twee seizoenen zocht hij het hogerop bij de Haarlemse stadgenoot EDO dat uitkwam in de Hoofdklasse, het hoogste amateurniveau. Het was een opstap naar het betaald voetbal want in 1981 kreeg hij een contract bij FC Amsterdam. Weer een jaar later vertrok hij naar Telstar.

### Elfstedentocht
Bij Telstar kwam na drie seizoenen een merkwaardig einde aan zijn contract. In de strenge winter van 1985 werd voor het eerst na 22 jaar weer een Elfstedentocht verreden. Zonder toestemming van Telstar was John Weijers op 21 februari 1985 een van de deelnemers die de schaatstocht voltooide.
Hij werd door Telstar voor een wedstrijd geschorst en aan het einde van het seizoen moest hij vertrekken. Weijers schreef er toen een ingezonden brief over in weekblad Voetbal International.
Hij voetbalde daarna nog twee seizoenen bij  
Stormvogels dat speelde in de Hoofdklasse.

## Wedstrijdstatistieken
| Seizoen | Club         | Competitie     | wed. | goals |
| ------- | ------------ | -------------- | ---- | ----- |
| 1981/82 | FC Amsterdam | Eerste divisie | 29   | 7     |
| 1982/83 | Telstar      | Eerste divisie | 24   | 4     |
| 1983/84 | Telstar      | Eerste divisie | 26   | 4     |
| 1984/85 | Telstar      | Eerste divisie | 28   | 0     |